# های ایمپکت گیمز
های ایمپکت گیمز (انگلیسی: High Impact Games) شرکت بازی ویدئویی آمریکایی است، که در سال ۲۰۰۳ تأسیس شد.